# Onorificenze norvegesi
Elenco delle onorificenze e degli ordini di merito e cavallereschi distribuiti dal Regno di Norvegia dalla sua fondazione ai giorni nostri.

## Regno di Norvegia

### Concesse per mano del re
| nastro | Onorificenza                                                     |
| ------ | ---------------------------------------------------------------- |
|        | Croce di guerra norvegese                                        |
|        | Medaglia al merito civile norvegese (soppresso)                  |
|        | Ordine reale norvegese di Sant'Olav                              |
|        | Ordine del Leone di Norvegia (soppresso)                         |
|        | Ordine reale norvegese al merito                                 |
|        | Croce della Libertà di Haakon VII                                |
|        | Medaglia di Sant'Olav con corona di quercia                      |
|        | Medaglia d'eroismo d'oro                                         |
|        | Medaglia d'oro al merito del re                                  |
|        | Medaglia di Sant'Olav                                            |
|        | Medaglia di guerra norvegese                                     |
|        | Medaglia d'eroismo militare                                      |
|        | Medaglia della libertà Haakon VII                                |
|        | Medaglia d'eroismo d'argento                                     |
|        | Medaglia al recupero in mare                                     |
|        | Medaglia di Nansen per la ricerca all'estero                     |
|        | Croce d'onore dell'esercito                                      |
|        | Croce d'onore della polizia                                      |
|        | Croce d'onore della protezione civile                            |
|        | Medaglia al servizio dell'esercito con corona d'alloro           |
|        | Medaglia al servizio della polizia con corona d'alloro           |
|        | Medaglia al servizio della protezione civile con corona d'alloro |
|        | Medaglia al merito del re                                        |
|        | Medaglia della difesa norvegese 1940-1945                        |

### Onorificenze sportive
| nastro | Onorificenza          |
| ------ | --------------------- |
|        | Medaglia per lo sport |

### Ordini famigliari reali
| nastro | Onorificenza                               |
| ------ | ------------------------------------------ |
|        | Ordine famigliare reale di re Haakon VII   |
|        | Ordine della famiglia reale di re Olav V   |
|        | Ordine della famiglia reale di re Harald V |